# Abutilon incanum
Abutilon incanum là một loài thực vật có hoa trong họ Cẩm quỳ. Loài này được (Link) Sweet mô tả khoa học đầu tiên năm 1826.